# Ferrari 458 Italia
De Ferrari 458 Italia is een sportwagen van het Italiaanse automerk Ferrari. De 458 Italia is de vervanger van de F430 en werd onthuld tijdens de IAF medio september 2009.

## Specificaties
In Ferrari's eerste aankondiging van de auto werd deze gepresenteerd als de opvolger van de F430 doch volledig op een nieuwe visie gebaseerd. De naamgeving is gebaseerd op de motorinhoud van 4,5 liter en het aantal cilinders (8). Er was toen een wachtlijst van 1,5 jaar.

### Motor
De nieuwe 4,5 liter-V8 produceert 562 pk bij 9000 tpm. Dit komt neer op een specifiek vermogen van 127 pk/l, wat zeer hoog te noemen is voor een atmosferische motor voor de consumentenmarkt. De motor is voorzien van directe brandstofinjectie, een techniek die niet eerder op een Ferrari met middenmotor werd toegepast.

### Versnellingsbak
De auto is voorzien van een zeventraps versnellingsbak met dubbele koppeling. Deze is ook terug te vinden in de California.

### Weggedrag
De 458 Italia wordt uitgerust met een dubbele ophanging en voorzien van een e-differentieel en het F1-Trac-tractiecontrolesysteem.

### Prestaties
De cijfers die Ferrari heeft vrijgegeven laten een 0–100 km/h-tijd van 3,4 seconden zien en een topsnelheid van 325 km/h. Het gemiddeld benzineverbruik zou liggen op 13,7 l/100 km.
Ook beschikt de Ferrari over launch control, wat het voor bestuurders heel makkelijk maakt om snel te accelereren.

De 458 Italia geeft een downforce van 140 kg bij 200 km/h.

## Ontwerp
De auto is, net als alle recente Ferrari's, ontworpen door Pininfarina. Het exterieur is ontworpen met downforce als belangrijkste criterium. Aerodynamische efficiëntie moest worden gewaarborgd. Dit resulteert in een neerwaartse druk van 140 kg bij een snelheid van 200 km/h.

Bij het ontwerpen van het interieur is gebruikgemaakt van de kennis van Formule 1-coureur Michael Schumacher.